# Cultura del Líbano
La cultura del Líbano es producto del aporte y confluencia de diversos pueblos y sus culturas que han convertido en la zona ocupada por este país desde hace mucho tiempo atrás.
Por una parte están los pueblos originarios de tradición fenicia que dieron lugar a ciudades como box y Cartago. A ellos se suma el aporte de la ocupación romana
En el Medioevo se asientan en la región numerosos cruzados que contribuyen a la diversidad étnica a la que también aportan lo suyo los pueblos árabes. La fe cristiana cobra impulso 
En el siglo XII la Iglesia maronita estrecha sus conexiones con Roma, y los maronitas contribuyen en forma significativa a la importación de la cultura occidental al Líbano. Desde 1860, se establecieron en las ciudades donde los sunitas y los griegos ortodoxos cohabitan. 
Es por todo ello que la cultura libanesa se ha enriquecido con las aportaciones de la inmigración. La piedra angular de la cultura libanesa ha sido el desarrollo de una sociedad tolerante y cosmopolita.
El Escudo de armas de la República del Líbano fue adoptado en 1943, junto con la bandera. Tiene el campo de gules con una barra de plata cargada de un cedro de sinople.
Se quiso hacer un emblema neutro, que no representara específicamente ninguna de las facciones religiosas del país. Oficialmente, el rojo representa el sacrificio del pueblo libanés durante la lucha por la independencia, mientras que el blanco es el color de la pureza y la paz. El cedro es el árbol nacional libanés y es un símbolo del Líbano desde los tiempos del rey Salomón; simboliza la felicidad y la prosperidad.

## Las relaciones culturales entre el Líbano y Egipto
Las relaciones culturales entre el Líbano y Egipto se considera un tipo único de relaciones históricas culturales, Porque hay una considerable superposición entre las culturas libanesa y egipcia, especialmente en los campos de la literatura, el teatro, el cine y periodismo. Todas ellas jugaron un papel integral una hacia la otra, especialmente en el teatro, el cine y el periodismo, eso es lo que ha sido confirmado por el Egipto Conferencial a los ojos de los libaneses y que está dentro de las actividades del programa cultural de Egipto a los ojos del Mundo. Que se celebra en la sede del Ministerio de Turismo de Egipto, y en presencia del embajador libanés en Egipto, Madeleine Tabar y Ahmed Ghanem el fundador del programa cultural Egipto a los ojos del Mundo y una élite de artistas libaneses

## Gastronomía del Líbano

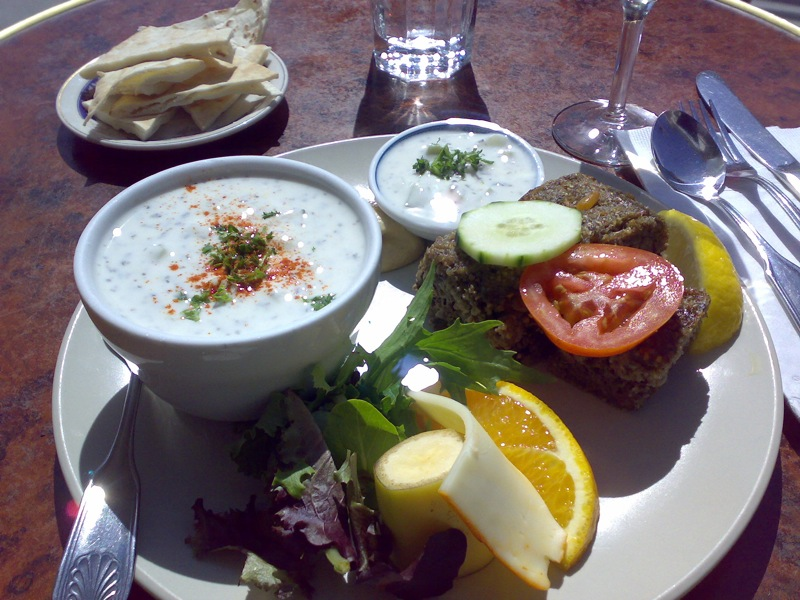
Kibeh con yogur, plato típico de comida libanesa.

La comida libanesa representa un punto de equilibrio entre la cocina europea y el aporte de especias orientales. La influencia árabe es muy dominante también en la cocina del Líbano y da lugar a exóticos y deliciosos platos libaneses. 
Con alimentos frescos y sabrosos, junto algunas especias, los libaneses han adaptado lo mejor de la cocina turca y la árabe aderezándolo con un aire de la francesa.
La popularidad de la comida libanesa es reconocida a nivel internacional y la cocina libanesa es asociada a un concepto de "alimentos naturales", a causa del uso intensivo de cereales y productos lácteos en los platos. La comida del Líbano posee un fuerte acento mediterráneo. La comida libanesa tradicional es elaborada principalmente con ingredientes tales como granos, legumbres, frutas, verduras, yogur, queso, garbanzos, nueces, berenjenas, tomates y burghul. 
La comida libanesa tiene maneras únicas y características de preparación, que incluyen pasteles rellenos de verduras o vegetales rellenos de carne. La comida libanesa en general, comienza con un "mezze". La mezze, consiste en una serie de platillos y preparaciones a modo de aperitivo o entrada, consisten en distintas cremas de vegetales tales como el garbanzo (con el que se prepara el hummus), un queso cremoso y suave denominado labneh, en algunos casos el pimentón (una herencia siria), de entrada trae carnes crudas como son la carne de vaca, de hígado y blanca, con sal y pimienta al gusto, también incluye ensaladas como son el tabuleh y el fatush, el kibbeh, carnes asadas y frituras diversas, entre otras cosas.
La gastronomía libanesa utiliza principalmente la carne de cordero, teniendo entre sus platillos más conocidos en el mundo la diversidad de Kibbeh, se prepara crudo, al horno, frito, en diversas formas, la más usual es el Kibbeh bola relleno, que tiene forma ovalada, está relleno de carne con cebolla y piñones.
Algunos de los platillos o alimentos populares libaneses son:
- Falafel
- Baklava
- Fattoush
- Baba ghanoush
- Falta
- Halva
- Koshary
- Kufta
- Labán
- Kibbeh Naye

## Literatura del Líbano
Faris Chidyaq (1804-1887) (Ahmad Faris al-Chidyaq) es un escritor, lingüista y traductor libanés, famoso por su obra "La jambe sur la jambe". Es considerado uno de los fundadores de la literatura árabe moderna.[cita requerida]